# Denver Cutthroats
Die Denver Cutthroats waren ein US-amerikanisches Eishockeyfranchise aus Denver im US-Bundesstaat Colorado. Das Team wurde am 10. April 2012 gegründet und spielte ab der Saison 2012/13 in der Central Hockey League (CHL). Die Mannschaft spielte im 8.140 Zuschauer fassenden Denver Coliseum. Die Teamfarben sind Dunkelblau, Grün, Rot und Weiß. Der Name des Teams leitet sich vom offiziellen Staatsfisch Colorados ab, der Cutthroat-Forelle (Oncorhynchus clarki).

## Geschichte
Nachdem die Anzahl der Teams in der Central Hockey League zwischen der Saison 2010/11 und Saison 2011/12 von 18 auf 14 geschrumpft war, kamen im Februar 2012 erstmals Gerüchte über die Ansiedlung eines neuen Franchises im Bundesstaat Colorado auf. Das Team sollte den Namen Denver Grizzlies erhalten. Am 10. April 2012 wurde die Neuansiedlung zu Beginn der Spielzeit 2012/13 schließlich bestätigt; ebenso wie die Tatsache, dass das Team einen anderen Beinamen als Grizzlies erhalten werde. Am 17. Mai 2012 wurden schließlich der Teamname Cutthroats sowie die Teamlogos und -farben vorgestellt. Einen Monat darauf wurde mit Verteidiger Aaron MacKenzie der erste Spieler der Franchisegeschichte unter Vertrag genommen.
Am 19. Juli 2012 einigten sich die Denver Cutthroats und die Colorado Avalanche aus der National Hockey League auf eine Zusammenarbeit für eine Saison. Die Cutthroats fungieren seitdem als so genanntes Farmteam der Avalanche und der Lake Erie Monsters aus der American Hockey League.
Im August 2014 wurde der Spielbetrieb des Franchise eingestellt, wobei das Management eine Rückkehr zum Spielbetrieb in der Saison 2015/16 anstrebte.

## Saisonstatistik
Abkürzungen: GP = Spiele, W = Siege, L = Niederlagen, T = Unentschieden, OTL = Niederlagen nach Overtime SOL = Niederlagen nach Shootout, Pts = Punkte, GF = Erzielte Tore, GA = Gegentore, PIM = Strafminuten
| Saison  | GP | W  | L  | OTL | SOL | Pts | GF  | GA  | Platz     | Playoffs                       |
| 2012/13 | 66 | 30 | 26 | 1   | 9   | 70  | 205 | 215 | 8., Berry | Niederlage in der ersten Runde |
| 2013/14 | 66 | 38 | 17 | 4   | 7   | 87  | 214 | 194 | 2., Berry | Niederlage im Finale           |

## Bekannte Spieler
- Gabe Gauthier
- Aaron MacKenzie
- Jamie MacQueen
- Kyle Quincey
- Brad Smyth

## Team-Rekorde

### Karriererekorde
Spiele: 132  Troy Schwab
Tore: 61  A. J. Gale
Assists: 131  Troy Schwab
Punkte: 177  Troy Schwab
Strafminuten: 296  Jean-Philipp Chabot